# 札幌連続ボンベ爆発事件
札幌連続ボンベ爆発事件（さっぽろれんぞくボンベばくはつじけん）とは、2014年1月から同年11月にかけて北海道札幌市北区で発生したガスボンベの爆発事件。

## 事件の概要
2014年1月27日、札幌市北区の北海道札幌方面北警察署駐車場に止めてあったワゴン車の一部が焼け、車の下からガスボンベが見つかった。
2月初旬、同市中央区の北海道新聞社に次の犯行予告文書が届き、同時期に北警察署に個人名を挙げて署を批判する文書も届けられた。
2月20日、北区のMEGAドン・キホーテ新川店で2階靴売り場の一部が燃えた。ガスボンベを爆発させようとした形跡があったが破裂はしなかった。その後、署の監視を示唆する文書が北警察署に届けられた。
3月18日、北区のイトーヨーカドー屯田店の駐車場の車が炎上した。現場から破裂したガスボンベ2本見つかった。出火により男女が煙を吸い軽症となる。
3月27日、北区のジョイフルエーケー屯田店の1階トイレが全焼し、男性が軽い火傷を負った。破裂した状態のガスボンベ3本や画びょう数十個が見つかった。
4月3日午後11時45分頃、北警察署近くの道警官舎の階段踊り場でガスボンベが爆発し、共同出入り口の窓ガラスなどが破壊され、1階の表札や電気メーターの一部などが溶けた他、現場から釘2000本以上が見つかった。
4月8日、中央区の北海道文化放送の中川尚キャスターに犯行声明文が届き、内容は道警官舎事件の詳細を記述していた。
事件は合わせて5件起きており、事件の現場となった量販店、商業施設、ホームセンターはいずれも北署から半径3キロの地点にある。また犯行を予告する文書、警察を批判する文書等が少なくとも4通、北警察署や報道関係に向けて届けられている。

## 逮捕
4月9日、北警察署に捜査本部が設置される。4月26日、道警は当時51歳の主婦の自宅を家宅捜索し、同日から5日連続で任意の事情聴取を開始した。道警は全ての現場周辺にある防犯カメラの映像や声明文を分析し、北警察署近隣の警察官舎で事件が起きた時間帯に近くを走る主婦の自動車がタクシーのドライブレコーダーに記録されていた事などから、4月30日に主婦を激発物破裂容疑で逮捕した。主婦は容疑を否認している。逮捕容疑は4月3日の事件に関してである。
家宅捜索により主婦宅からは固形燃料と犯行声明文とよく似た片仮名をなぞって書く事ができる定規、事件現場に残されたガスボンベと同じ製造元名が書かれたメモや声明文に使われたと見られるアルファベットのゴム印が主婦の夫の部屋の中にあったごみ袋から発見されて押収されている。メモには5件の事件が起きた日付、北警察署に勤務経験がある警察官の名前が書かれていた。

## 再逮捕
- 2014年5月21日 - 3月にホームセンターの男子トイレを全焼させた事件に関与した現住建造物等放火容疑
- 2014年6月11日 - 2月に大型量販店で起きた事件に関与した現住建造物等放火未遂容疑及び建造物侵入容疑
- 2014年7月2日 - 1月に北警察署駐車場で起きた事件に関与した激発物破裂容疑
- 2014年7月23日 - 3月に大型スーパー駐車場で起きた事件に関与した激発物破裂容疑及び建造物侵入容疑

2014年4月30日 - 4月に北警察署近隣の警察官舎にてカセットボンベ5本を破裂させ釘2000本を飛散させ共用入口の窓ガラスを損壊させた激発物破裂容疑を合わせて、5件の容疑での逮捕となる。
また被疑者の主婦は、2013年12月から2014年1月にコンビニ4店舗から年賀状を盗んだ窃盗事件で取り調べを受け、訴追されている。

## 裁判
2016年3月11日‐札幌地方裁判所（田尻克已裁判長）の裁判員裁判は主婦に対し、主婦宅から押収された「犯行に使われたボンベの種類を記載したメモ」「犯行声明文の作成に使われたノートや封筒、ゴム印」「書きかけの声明文」の証拠から「被告が犯人でなければ説明できない」とし、「声明文などは真犯人から自宅に投函された」という弁解については、「声明文には被告が語る投函日の時点では知り得ない内容が記載されている」として退け、懲役18年（求刑:懲役20年）を言い渡した。

## 関連事件
2014年5月4日午前8時30分頃、石狩市親船町の北警察署石狩駐在所で玄関風除室の窓ガラス1枚にひびが入り、近くに破裂したカセットこんろ用ガスボンベ1本が落ちているのを駐在所長の警察官が見つけた。付近には燃え残った着火剤なども散乱しており、何者かが火を付けてボンベを破裂させたと見られている。現場の状況などから模倣犯の可能性が高いとして、器物損壊容疑で捜査されている。
5月6日午前7時30分頃、札幌市北区新川3条18丁目の大型書店コーチャンフォー新川通り店の出入り口付近でカセットこんろ用ガスボンベ1本が破裂した跡を、同店の清掃作業員が見つけた。現場の約10メートル四方に釘数百本が散乱していた他、高さ約3メートルの出入り口の廂にガスボンベの蓋が刺さっていた。
5月20日午前10時20分頃、石狩市浜益区柏木の北警察署柏木駐在所で、玄関風除室の脇に破裂したカセットこんろ用ガスボンベ1本と、釘数百本以上が散乱しているのを、駐在所の警察官が見つけた。建物に目立った損傷はなく、ボンベがあったアスファルトが黒く焦げており、同署は何者かが火を付けてボンベを破裂させた可能性が高く、悪質ないたずらと見て調べている。その後の調べで、散乱していた釘は約千本以上であることが判明。ボンベの底にゲル状の着火剤が付着していた。釘は長さ約2センチで、2〜3メートル四方の範囲に散らばっており、近くで白いポリ袋の燃えかすも見つかっている。